# Hong'an
Hong'an (en chino, 红安; pinyin, Hóng'ān) es un  condado bajo la administración directa de la Prefectura Huanggang  en la Provincia de Hubei, República Popular China.  Su área es de 1791 km² y su población total para 2010 superó los 600 mil habitantes. 

## Administración
Desde octubre de 2022, el Condado Hong'an  se divide en 11 pueblos que se administran 10 poblados y 1 villa.

## Toponimia
El topónimo Hong'an [/Jong-an/] se compone de los sinogramas Hong (rojo) y An (paz). Debido a que el condado se estableció en el antiguo Estado Huang  (黄国 'estado amarillo') con la intención de buscar la paz, se le llamó Huang'an 'paz amarilla'. En 1931, después de que el Ejército Rojo capturara la capital del condado, pasó a llamarse Hong'an 'paz roja'.